# 工蜂四型多管火箭

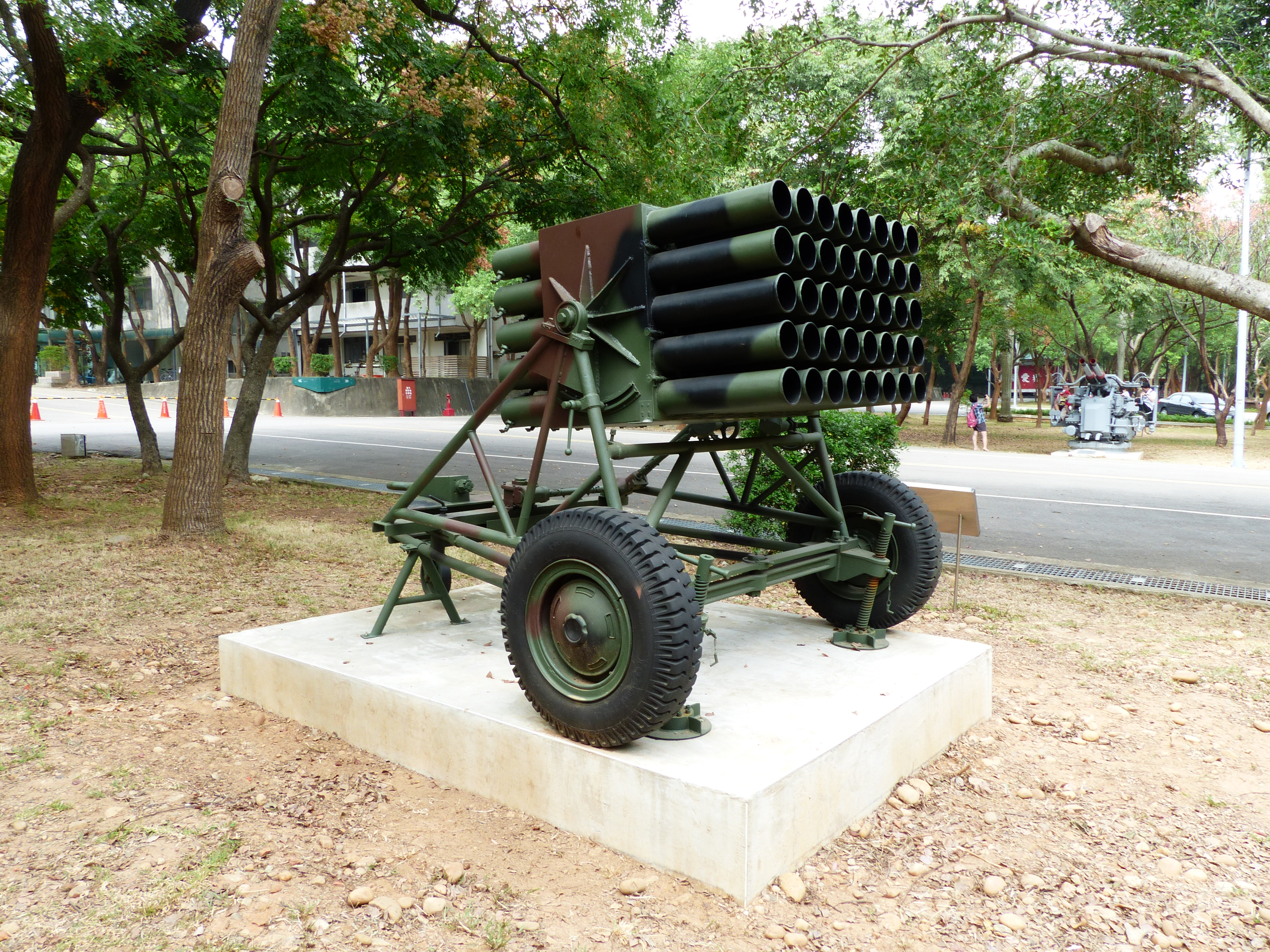
固定於成功嶺展示的工蜂四型多管火箭，旁為波佛斯40公釐高射砲。

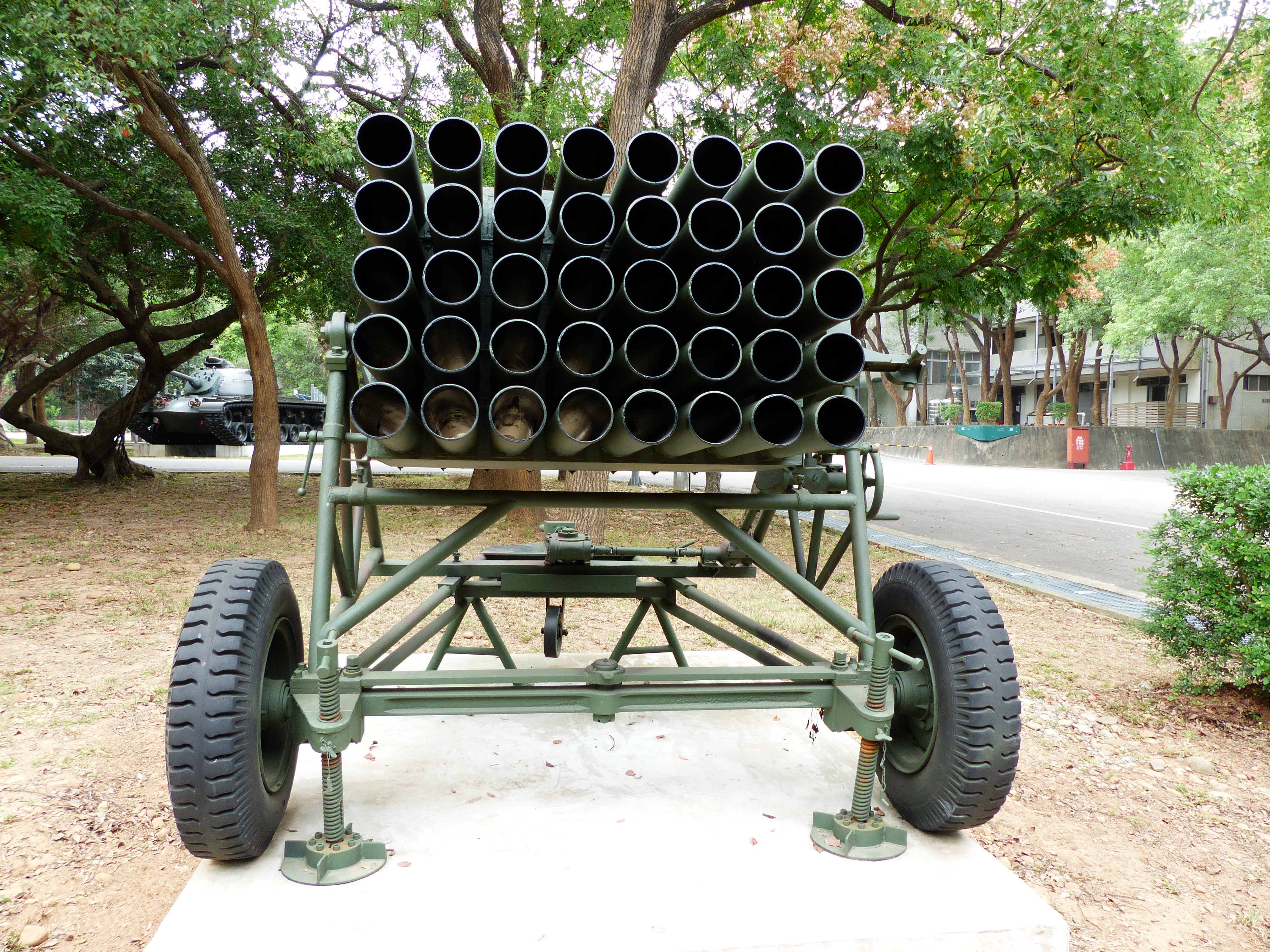
固定於成功嶺展示的工蜂四型多管火箭，後為M48巴頓戰車。

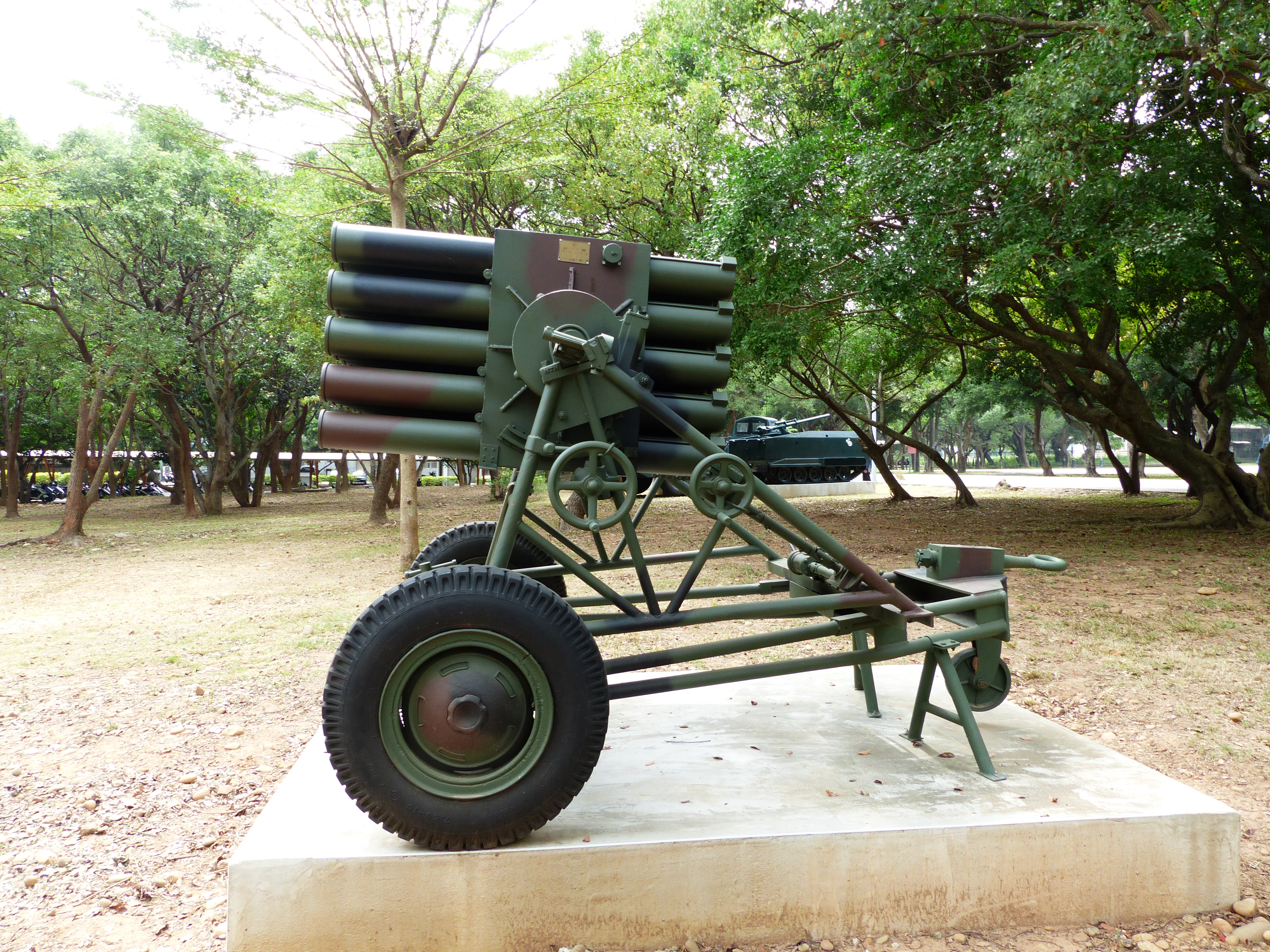
固定於成功嶺展示的工蜂四型多管火箭，旁為M733兩棲裝甲車，裝備一門51式106公釐無後座力砲。

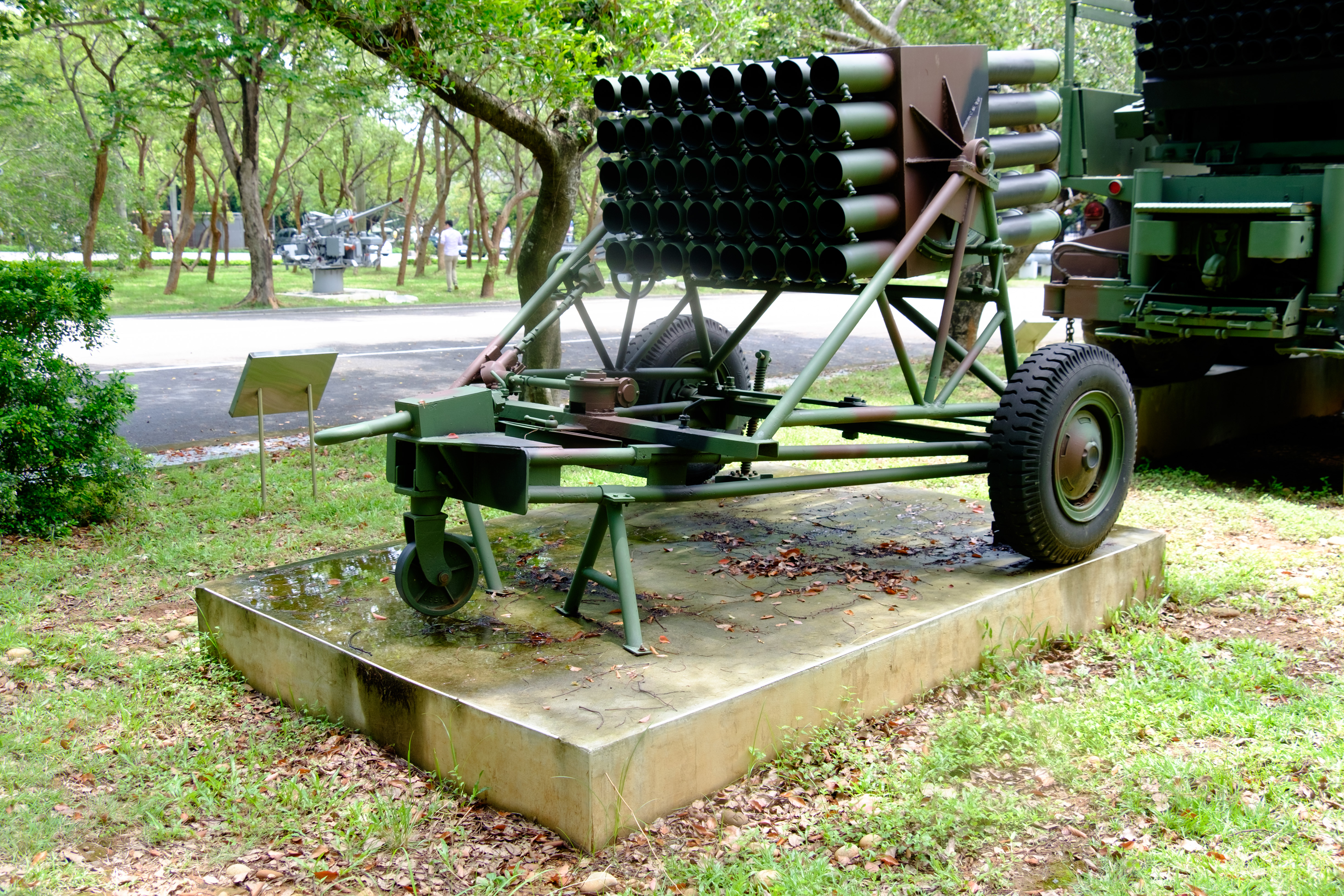
固定於成功嶺展示的工蜂四型多管火箭，前為工蜂六型多管火箭，旁為波佛斯40公釐高射砲。

工蜂四型多管火箭是中華民國中山科學研究院於1960年（民國49年）發展，至1975年（民國64年）完成的多管火箭發射器，1976年國慶閱兵（代號「大漢演習」）中首度亮相。

## 發展
起初是牽引型式，之後架設於陸軍M113裝甲車與陸戰隊LVTP-5-RL裝甲車上。工蜂四型由兩具20管發射器組成，共40管發射管，可在16秒之內全數發射完畢。
- 1972年，完成牽引式工蜂四型多管炮兵火箭系統。
- 1977年，完成自走式工蜂四型多管炮兵火箭系統。
- 1977年，下令停止工蜂四型多管火箭系統的生產，並將12具工蜂四型多管火箭發射架和3200枚火箭交付第六、第十軍團化學兵群編成「工蜂四型多管火箭實驗連」。牽引式工蜂四型最初配屬於軍團化學兵群火箭連。
- 1977年11月，陸軍砲兵訓練指揮部納入工蜂四型多管火箭系統課程教學。

### 工蜂四型火箭彈
| 彈種 | 高爆(碎片)、黃磷 |
| 彈徑 | 126公厘          |
| 彈長 | 91公分           |
| 彈重 | 24.4公斤         |
| 射程 | 10.5公里         |

工蜂四型火箭彈採用固體燃料發動機，以高速旋轉穩定飛行。

## 性能
由於工蜂四型頗為小巧，因此經改良曾在多種載具上使用，連M151吉普車也可搭載，海軍陸戰隊另外搭載於LVTP5-RL，這種自行改裝的兩棲登陸戰車上，做為灘頭火力支援的利器，至2000年為止，在國軍中就只剩海軍陸戰隊的LVTP5-RL兩棲火力支援車的工蜂四型與衍生型CR-201干擾火箭還在服役。工蜂四型的缺點是仍須人力裝填，火箭彈只有高爆彈與黃磷彈兩種，因此當後續的工蜂六型服役後陸續除役。工蜂四型多管火箭發射架最早是牽引型式，之後以「M113裝甲運兵車」為發射載具，一個「工蜂四型多管火箭連」共配屬6具發射架。

## 使用國
- 中華民國

## 關連項目
- 工蜂六型多管火箭